# Callimedusa duellmani
Espèce
Synonymes
- Phyllomedusa duellmani Cannatella, 1982

Statut de conservation UICN

 DD  : Données insuffisantes
Callimedusa duellmani est une espèce d'amphibiens de la famille des Phyllomedusidae.

## Répartition
Cette espèce est endémique de la région d'Amazonas au Pérou. Elle se rencontre à Balzapata et dans la partie supérieure du río Chiriaco entre la province de Bongará entre 1 850 et 1 910 m d'altitude sur le versant Est de la cordillère Orientale.

## Étymologie
Cette espèce est nommée en l'honneur de William Edward Duellman.

## Publication originale
- Cannatella, 1982 : Leaf-Frogs of the Phyllomedusa perinesos Group (Anura: Hylidae). Copeia, vol. 1982, no 3, p. 501-513.